# 獺川
獺川（うそかわ）は、兵庫県神戸市東灘区を流れる河川である。

## 流路
流路のほとんどが暗渠である。住吉山手3丁目のゴルフ場（現在このゴルフ練習場は廃止され、その北端がインド共和国在大阪・神戸総領事公邸となっている）付近から住吉川と分流し、神戸市立住吉中学校東側の阪急電鉄の北側で地上に現れ、阪急神戸線の下をくぐり住宅街へ約50メートルほど行くと西獺川が分流する。西獺川は南西のほうへ流れ、有馬道の手前で再び暗渠になる。分流地点より少し行くと獺川も暗渠になり、そこから先の流路は不明となるが、住吉宮町付近で暗渠のものと思われる蓋とマンホール、微妙に曲がった道がある。そのまま南下し運河へ流れ出る。また、普段水はほとんど流れていない。